# جويس غرانت
جويس غرانت (بالإنجليزية: Joyce Grant)‏ هي مغنية وممثلة جنوب أفريقية، ولدت في 23 يناير 1924 في بلومفونتين في جنوب أفريقيا، وتوفيت في 11 يوليو 2006 بسبب سرطان.

## وصلات خارجية
- جويس غرانت على موقع IMDb (الإنجليزية)
- جويس غرانت على موقع ميوزك برينز (الإنجليزية)
- جويس غرانت على موقع قاعدة بيانات الفيلم (الإنجليزية)